# Ораторий Иисуса паломника
Ораторий Иисуса паломника (итал. L’oratorio di Gesù Pellegrino) — католический храм, расположенный на углу улиц Сан-Галло и Виа дельи Арацциери во Флоренции.

## История
Первоначально храм был освящён как церковь Сан-Сальваторе, выступавшей в качестве молельни одноимённой конгрегации. С 1313 года она использовалась для размещения священников-пилигримов в этом районе по учреждению епископа Антонио д'Орсо. Название церкви было изменено на Сан-Якопо-делла-Конгрега-Маджоре. После реформы флорентийских учреждений социального обеспечения, проведенной епископом Сан-Антонино, в братстве открылся приют для престарелых пресвитеров «Претони».
В 1580-х годах здание реконструировало по поручению архиепископа Алессандро де Медичи. В это время здесь возвели портал с надписью HOSPITALE PRESBYTERORUM. 
Внутри храм украшен яркими фресками в стиле маньеризма. Они покрывают все стены и обрамляют некоторые запрестольные образы. Автор фресок — Джованни Бальдуччи, оформлявший храм около 1590 года на тему библейских историй.
В портале у внутреннего фасада находится старинный орган, отреставрированный в 2005 году и иногда использующийся для концертов духовной музыки.

## Приходской священник Арлотто
В центральном нефе, у входа сохранилась могила знаменитого священника Пьевано Арлотто. Арлотто Майнарди, приходской священник церкви Сан-Креши-ин-Мачоли, близ Пратолино, родившийся в 1396 году и умерший в 1484 году в богадельне для старых приходских священников, был известен во Флоренции своими шутками, поговорками и острыми фразами. Он изображался на множестве картин в последующие века, что свидетельствует о его прочной славе в городе.
Арлотто не отрицал своего шутливого духа даже на своём надгробии, хранящемся в этой молельне в центре зала, где он написал: «Пьевано Арлотто совершил это захоронение для себя и для тех, кто хочет войти».

## Галерея

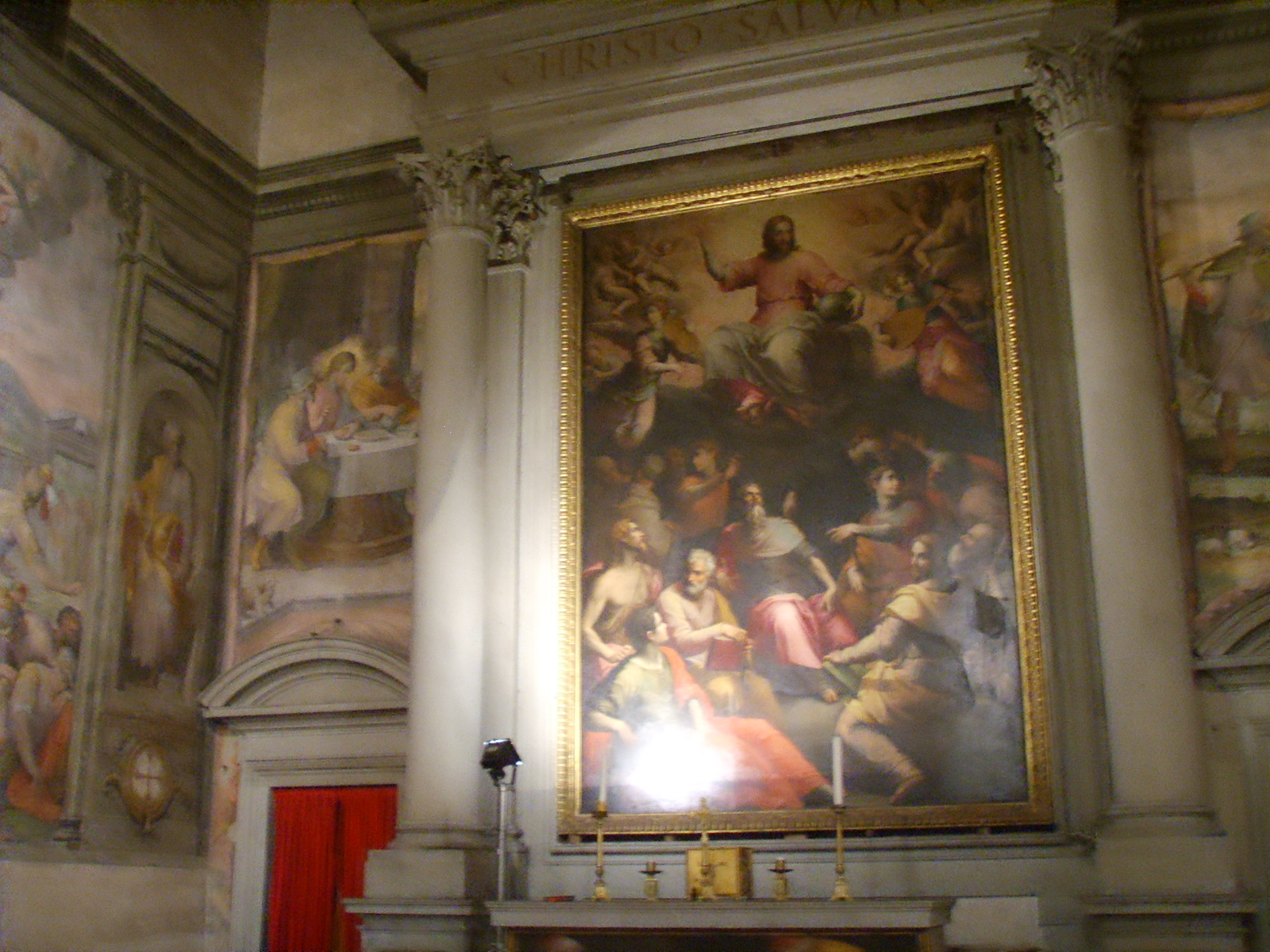
Главный алтарь: Слава Христова
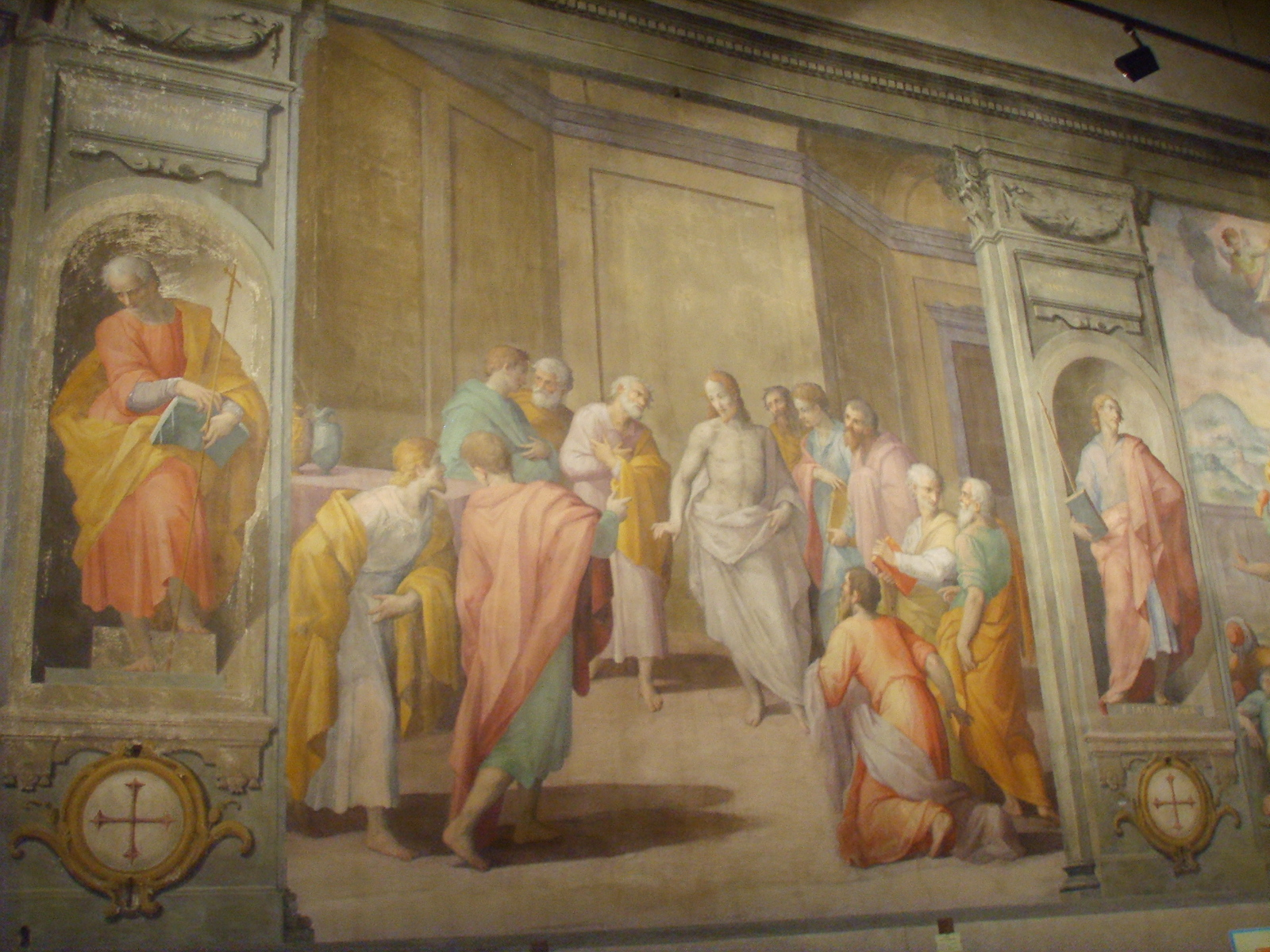
Христос и святой Фомаа
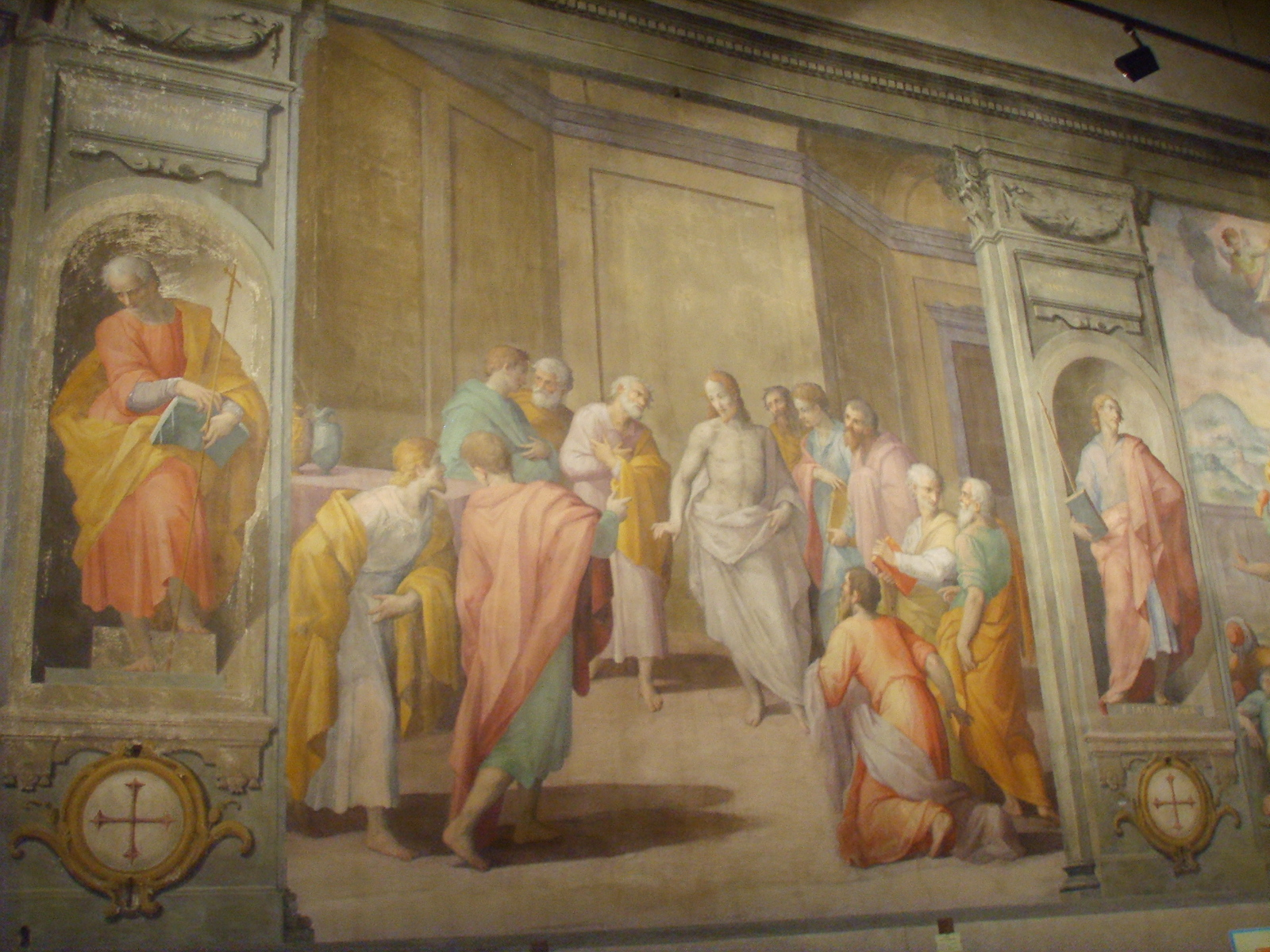
Ужин в Эммаусе
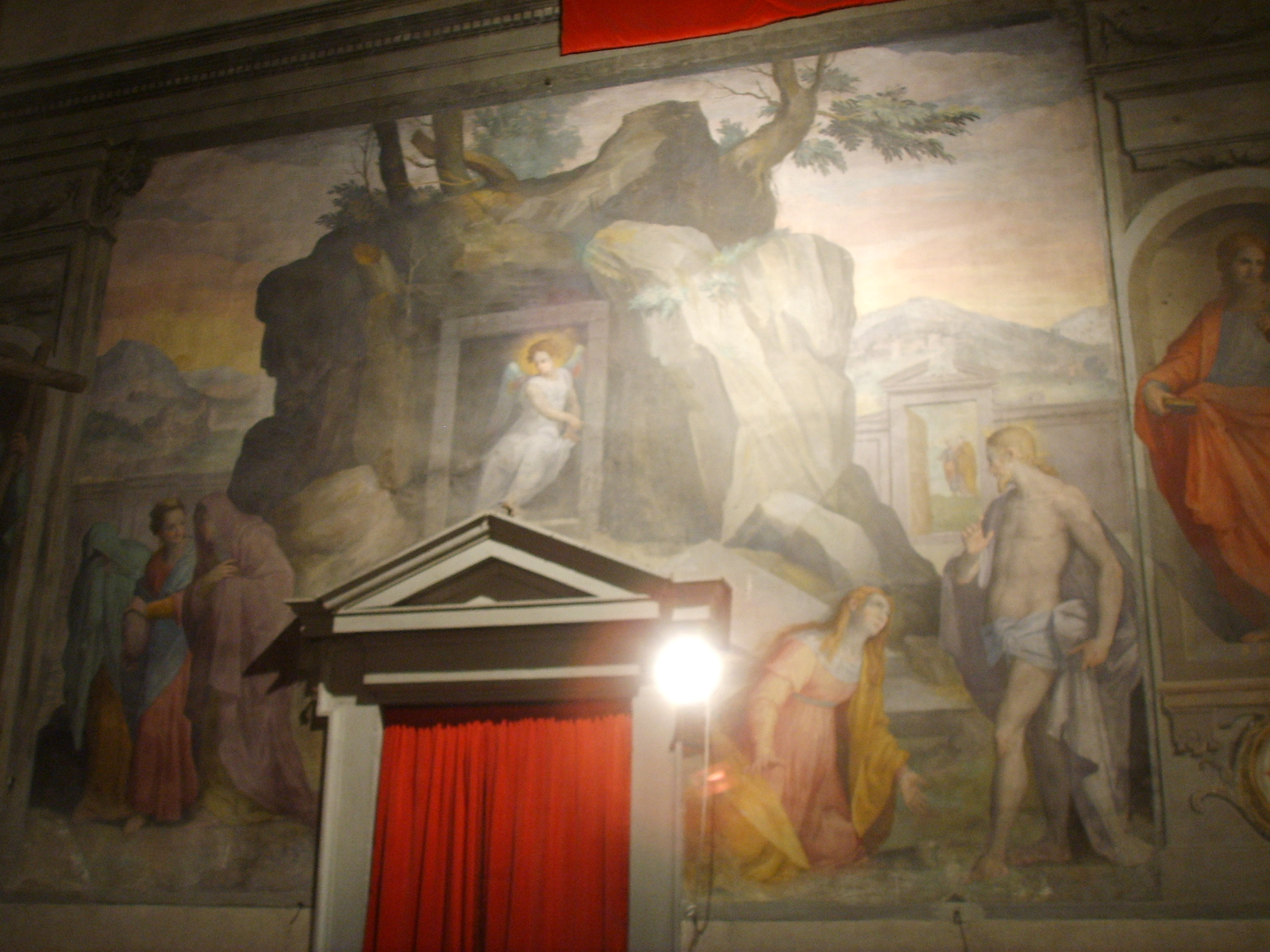
Магдалина и Воскресший Христос